# Pero beatricaria
Pero beatricaria är en fjärilsart som beskrevs av Charles Oberthür 1883. Pero beatricaria ingår i släktet Pero och familjen mätare. Inga underarter finns listade i Catalogue of Life.